# Villatuelda
Villatuelda ist der Name eines Ortes und einer Gemeinde (municipio) mit nur noch 53 Einwohnern (Stand: 2024) im Süden der spanischen Provinz Burgos in der Autonomen Gemeinschaft Kastilien und León.

## Lage und Klima
Der Ort Villatuelda liegt auf dem Südufer des Río Esgueva in der Iberischen Meseta gut 74 km (Fahrtstrecke) südwestlich der Provinzhauptstadt Burgos in einer Höhe von ca. 915 m. Die nächstgrößere Stadt ist Aranda de Duero (ca. 28 km südöstlich). Das Klima ist gemäßigt bis warm; der eher spärliche Regen (ca. 475 mm/Jahr) fällt – mit Ausnahme der Sommermonate – übers Jahr verteilt.

## Bevölkerungsentwicklung
| Jahr      | 1857 | 1900 | 1950 | 2000 | 2017 |
| Einwohner | 396  | 537  | 324  | 70   | 37   |

Im Jahr 1927 wurde die Gemeinde Terradillos de Esgueva ausgegliedert. Die Mechanisierung der Landwirtschaft und die Aufgabe bäuerlicher Kleinbetriebe haben seit den 1950er Jahren zu einem Mangel an Arbeitsplätzen und zu einer Abwanderung eines Großteils der Bevölkerung in die Städte geführt (Landflucht).

## Wirtschaft
Die Region ist seit Jahrhunderten nahezu ausschließlich von der Landwirtschaft geprägt; die Viehzucht hat nur eine geringe Bedeutung. Auch der Tourismus (Vermietung von Ferienwohnungen) ist von untergeordneter Bedeutung. Die Gemeinde gehört zum Weinbaugebiet Ribera del Duero.

## Geschichte
Funde aus keltischer, römischer, westgotischer und selbst aus islamisch-maurischer Zeit wurden auf dem Gemeindegebiet bislang nicht gemacht. Die Mauren verließen das Gebiet unter christlichem Druck (reconquista) bereits im 10. Jahrhundert. Die erste schriftliche Erwähnung des Ortsnamens Villa de Teodla stammt aus dem Jahr 962, doch Ende des 10. Jahrhunderts drangen die Heere Almansors noch einmal bis in den Norden der Iberischen Halbinsel vor. Seit dem Jahr 1038 standen der Ort und seine Kirche unter dem Einfluss des Klosters Santo Domingo de Silos. Im Jahr 1154 unterstellte König Alfons VII. beide dem Kloster San Juan in Burgos. Spätestens seit dem 15. Jahrhundert übernahmen weltliche Grundherren die Oberhoheit über den Ort.

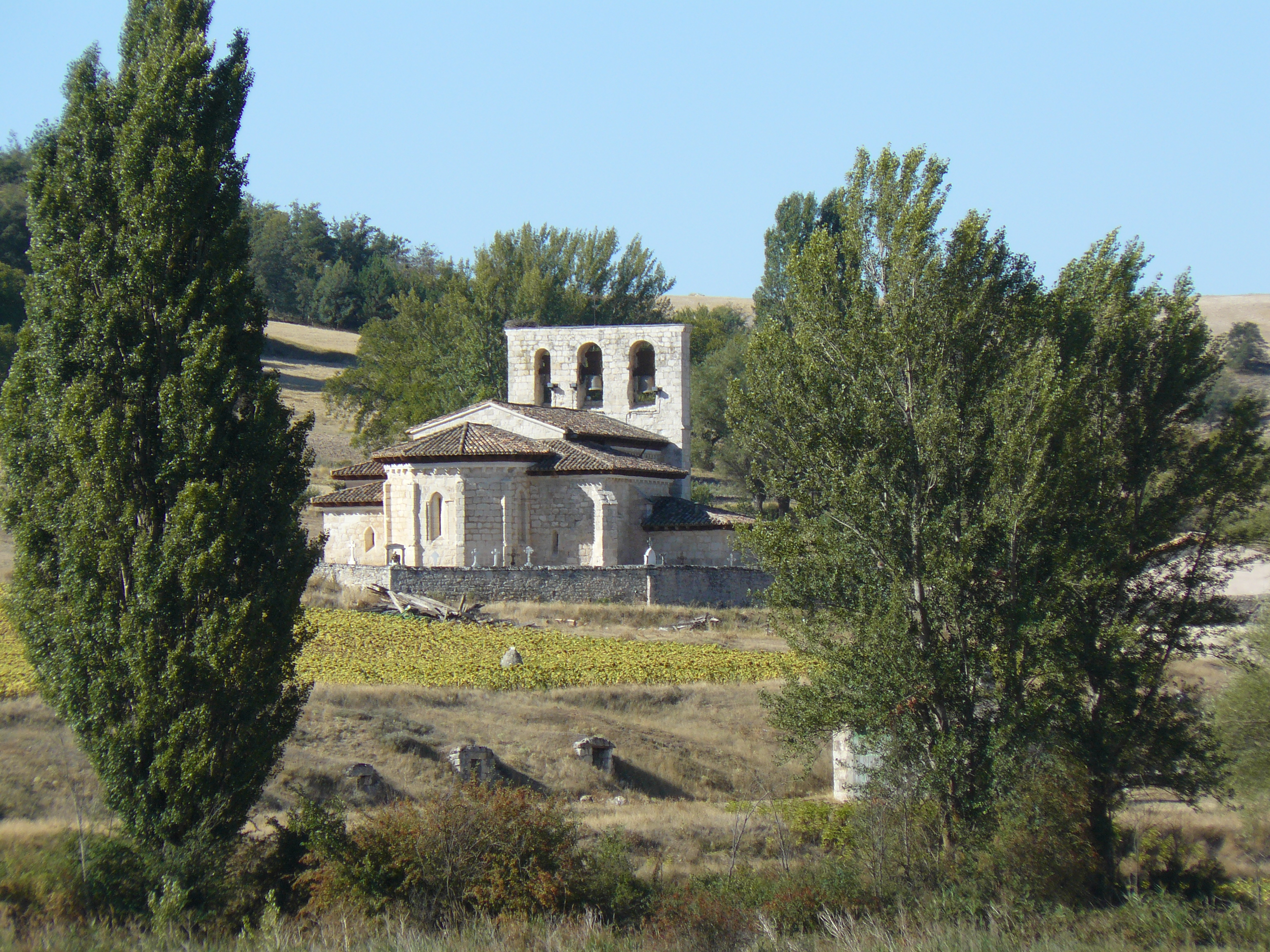
Villatuelda – Kirche

## Sehenswürdigkeiten
- Die dem hl. Mamas von Kappadokien geweihte Iglesia San Mamés beeindruckt durch ihren mächtigen Glockengiebel (espadaña), der im Kontrast steht zur polygonal gebrochenen Apsis und zum nachträglich eingebauten und von einem Kielbogen überfangegenen spätgotischen Südportal. Die Rippengewölbe im Kirchenschiff (nave) und in der Apsis zeigen deutlich den Übergang von der Romanik zur Gotik. Zur Ausstattung gehören ein romanisches Taufbecken und ein Altarretabel (retablo) mit Szenen aus dem Leben und dem Martyrium des hl. Mamas.[4]
- Eine ausgemauerte sogenannte „Römerquelle“ (fuente romano) befindet sich mitten im Ort knapp 2 m unterhalb des Bodeniveaus.[5]
- Die „Römische Brücke“ beim Ort stammt in ihrem heutigen Erscheinungsbild im Wesentlichen aus dem Mittelalter und der frühen Neuzeit.[6]
- An einigen Wegrändern in der Umgebung des Ortes findet man noch die ausgemauerten Eingänge zu ehemaligen Felsenkellern (bodegas).